# Corropoli
Corropoli là một đô thị và thị xã của Ý. Đô thị này thuộc tỉnh Teramo trong vùng Abruzzo. Corropoli có diện tích 21 km², dân số theo ước tính năm 2006 của Viện thống kê quốc gia Ý là 4.195 người. 